# 떼루와
떼루와(Teruwa)는 대한민국의 커피 프랜차이즈 기업이다. 본사는 강원특별자치도 원주시 소초면 송황유사길 100, 2층에 위치하고 있다. 진심 어린 마음이 담겨진 "언제든지 함께 모여 즐거움을 만끽하자"라는 의미를 담는다.

## 주요 연혁
- 2012년: 떼루와 노량진 1호점이 오픈.
- 2015년 4월 29일: 서울특별시 광진구 자양로 129에서 자본금 50,000,000원으로 주식회사 떼루와 설립.
- 2019년 1월 15일: 본점을 서울특별시 광진구 자양로에서 강원도 원주시 소초면 송황유사길로 이전.

## 매장 지역
- 서울특별시 : 도봉산점, 가산롯데아울렛점, 중랑점, 답십리점, 전농점, 반포1호점, 서울대입구역, 노원2호점 상대원점, 여의도점, 과기대점, 태평역점, 노원역점, 평촌2호점, 자양점, 사당점, 성균관대점, 동대문누죤점, 우면점, 성수점, 과기대점
- 대전광역시 : 둔산탄방점
- 경기도 : 동탄메타폴리스점, 태평역점, 안양1번가점, 가천대점, 평촌점, 평촌2호점
- 강원도 : 원주점
- 충청남도 : 천안불당점, 당진점
- 전라북도 : 정읍수성점, 전주혁신점, 부안점
- 경상북도 : 영주중앙로점